# Trasierra - Tierras de Granadilla

Mapa de los actuales municipios que formaban la comarca histórica de las Tierras de Granadilla.

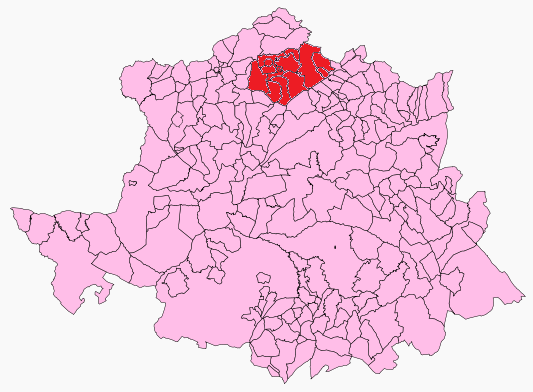
Localización de la comarca histórica de las Tierras de Granadilla en la provincia de Cáceres.

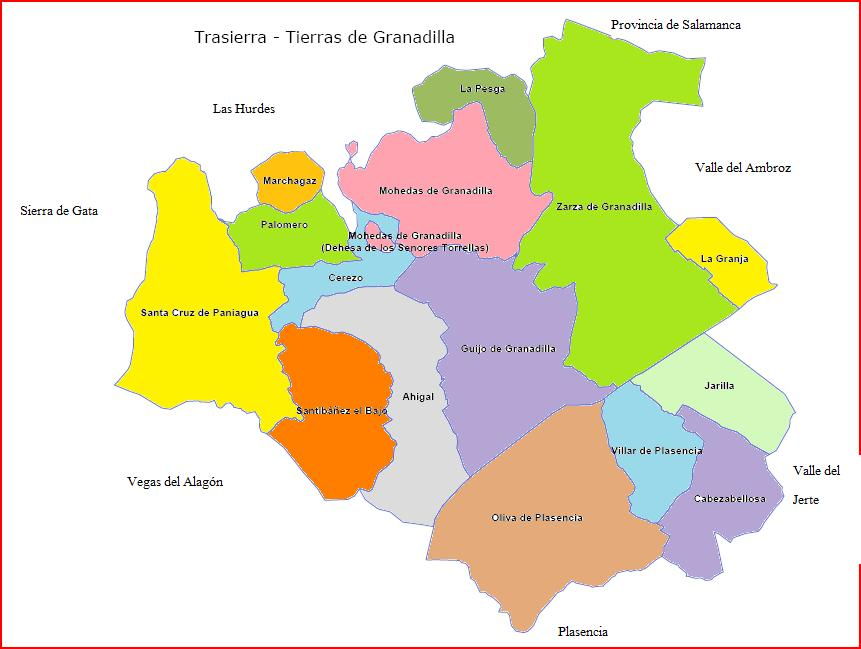
Municipios que forman la actual mancomunidad.

Trasierra-Tierras de Granadilla es el nombre que recibe un conjunto de municipios del norte de la provincia de Cáceres que el 22 de abril de 1997 constituyeron la Mancomunidad Integral de Trasierra-Tierras de Granadilla, autoproclamándose comarca con fines turísticos y tomando como base histórica a las Tierras de Granadilla e incluyendo algunos municipios de Tras la Sierra, una de las unidades históricas integrantes de Extremadura, cuyos límites son similares a la actual Trasierra - Tierras de Granadilla aunque varían algunos municipios.

## Historia

### Época prerromana
Celtíberos y vetones fueron los primeros pobladores de los que se tiene constancia. Los vetones, un pueblo ganadero que ya en la edad de hierro les gustaban fortificar sus poblados, situándolos en montículos y a orillas de los ríos. Se tiene constancia de diferentes asentamientos de origen vetón en la zona como es el asentamiento de El Berrocalillo en el término municipal de Plasencia, el asentamiento de El Castillejo en el término de Santa Cruz de Paniagua, el asentamiento de Cabezagorda entre los términos de Villar de Plasencia y Jarilla y el yacimiento de El Gordo entre los términos municipales de Cabezabellosa, Plasencia y Villar de Plasencia. También, se tiene constancia de otros dos asentamientos de posible, pero dudoso origen vetón debido a su diferente tipología, siendo así un castro en Cabezabellosa y el castro de El Picute en Segura de Toro, el cual es relativamente pequeño, apenas una hectárea, pero se puede observar la existencia de un doble recinto amurallado concéntrico, con una entrada en la zona noreste e incluso siguiendo las pautas de un control visual del valle, hacia el sur casi hasta el yacimiento de El Berrocalillo, como en dirección norte hacia Baños de Montemayor y por tanto la comunicación con la meseta.

### Tierras de Granadilla
La comarca histórica de las Tierras de Granadilla nació con el establecimiento de la Casa de Alba en la zona en el siglo XV. Su capital histórica fue la villa de Granadilla, hoy abandonada. Hasta 1833 incluía también los cinco municipios de las Hurdes, las villas de La Alberca y Sotoserrano (hoy en Castilla y León) y la parte occidental de Aldeanueva del Camino (hoy en el Valle del Ambroz).
Luego de 1833, los municipios miembros de esta comarca fueron:
- Abadía
- Ahigal
- El Bronco, que a finales de siglo XIX se incluyó en Santa Cruz de Paniagua.
- Casar de Palomero
- Cerezo
- Granadilla, desalojada a mediados de siglo XX.
- La Granja
- Guijo de Granadilla
- Marchagaz
- Mohedas de Granadilla
- Palomero
- La Pesga
- Rivera Oveja, que a principios de siglo XX se incluyó en Casar de Palomero.
- Santa Cruz de Paniagua
- Santibáñez el Bajo
- Zarza de Granadilla

### Mancomunidad Integral
Casi todos los municipios de la antigua comarca histórica se constituyeron el 22 de abril de 1997 en la Mancomunidad Integral de Trasierra-Tierras de Granadilla, que incluye otros municipios hasta entonces no comarcanos, como Oliva de Plasencia, Jarilla y Cabezabellosa. La villa del Casar de Palomero ingresó en la mancomunidad de las Hurdes y Abadía entró en el Valle del Ambroz. Su límite sur coincide con la antigua calzada romana de la "Vía de la Plata", más conocida como "lindón" en los pueblos de la zona.

## Municipios actuales
La Mancomunidad Integral de Trasierra-Tierras de Granadilla engloba los siguientes municipios:
| Nombre oficial                     | Pob. (2016) | Superficie km² |
| ---------------------------------- | ----------- | -------------- |
| Ahigal                             | 1409        | 52,07          |
| Cabezabellosa                      | 364         | 33,56          |
| Cerezo                             | 177         | 18,14          |
| La Granja                          | 352         | 14,94          |
| Guijo de Granadilla                | 557         | 75,03          |
| Jarilla                            | 139         | 28,47          |
| Marchagaz                          | 213         | 9,47           |
| Mohedas de Granadilla              | 844         | 59             |
| Oliva de Plasencia                 | 316         | 89             |
| Palomero                           | 377         | 20             |
| La Pesga                           | 1108        | 20             |
| Santa Cruz de Paniagua y El Bronco | 367         | 83,81          |
| Santibáñez el Bajo                 | 767         | 46,15          |
| Villar de Plasencia                | 232         | 24,99          |
| Zarza de Granadilla                | 1827        | 134            |
| TOTAL                              | 9.049       | 614,69         |